# Sunčica Findak
Sunčica Findak (rođena u Kutini) hrvatska je novinarka i urednica specijalizirana za teme školstva i obrazovanja. Na Hrvatskoj radioteleviziji (HTV) radi više od četiri desetljeća. Urednica je Redakcije za školstvo i znanost u Informativnom programu HTV-a, koja je osnovana na njezinu inicijativu.
Kao kći prosvjetnih radnika, koji su predavali tjelesni odgoj, Findak je odrasla u okruženju obrazovanja. Diplomirala je pedagogiju nakon neuspješnih pokušaja upisa na Akademiju dramske umjetnosti, gdje je željela studirati glumu. Tijekom mladosti glumila je u amaterskom kazalištu „Ivan Goran Kovačić”.
Novinarsku karijeru započela je u školskim novinama. Prvi prilog za Zagrebačku panoramu bio je vezan uz prehranu u dječjim vrtićima. Bila je šest mjeseci izvjestiteljica ratnih zbivanja tijekom Domovinskog rata. Kao novinarka specijalizirana za teme školstva u Informativnom programu HTV-a provela je cijeli radni vijek.
Urednica je emisije „Ima li što novo”, koja se emitira dva puta godišnje - na početku i kraju školske godine. U redakciji za školstvo i znanost, koju je sama inicirala, radi s četiri kolegice, a na HTV-u školska tematika zahvaljujući njoj ima stalno mjesto u programu.
U braku s novinarom Ivom Žigićem, dobila je kćer Katarinu (rođena 1995.). Nakon razvoda ostali su prijatelji do njegove iznenadne smrti 2005. godine. Katarina, koja je diplomirala kroatistiku, radi kao nastavnica.
Dobrinj na otoku Krku smatra svojim drugim domom, gdje je provela mnogo vremena tijekom odrastanja.
Članica je saborskog Odbora za dodjelu nagrade „Ivan Filipović” najboljim prosvjetnim djelatnicima.